# Raymond de Mostuéjouls
né vers 1275 à Mostuéjouls, château de Mostuéjouls.
Raymond de Mostuéjouls (Monstucjouls ou Musfojoli)  est né, vers 1280, à Saint-Rome-de-Tarn et mort le 12 novembre 1335 à Avignon[réf. nécessaire]. C'est un cardinal français du XIVe siècle qui fut membre de l'ordre des bénédictins.

## Biographie
Raymond de Mostuéjouls appartient à une vieille famille noble du Rouergue, la famille de Mostuéjouls issu du village homonyme de Mostuéjouls. Il est à l'abbé de Saint-Thibéry[réf. nécessaire]., diocèse d'Agde. Il est prieur de Saint-Flour. Il fut nommé évêque de Saint-Flour en 1318 et transféré au diocèse de Saint-Papoul en décembre 1319 (jusqu'en 1329).
Le pape Jean XXII l'employa, car c'était un homme profondément érudit et hautement qualifié dans le domaine de la discipline ecclésiastique. Il a permis la condamnation pour hérésie des franciscains « spirituels » Pierre de Jean Olivi (Pierre Jean Olieu) et Bernard Délicieux. 
Il intervint au conclave de Jean XXII qui le récompensa de son mérite en le nommant cardinal, lors du consistoire du 18 septembre 1327. Le cardinal de Mostuéjouls participe au conclave de 1334, lors duquel Benoît XII est élu. Il vécut jusque vers 1335, et fut enterré sous le portique de Saint-Guilhem du Désert.